# Aleksander Ludwik Wolff
Aleksander Ludwik von Ludinghausen Wolff (Wulff) herbu własnego (ur. ?, zm. 17 grudnia 1678 roku) – biskup inflancki, wojewoda dorpacki w 1657 roku, starosta feliński w latach 1656–1672, starosta obornicki, piasecki, starosta wasiliski w 1670 roku, opat pelpliński w 1673 roku.

## Życiorys
Był dworzaninem królewskim, a od 1654? do rezygnacji w 1657 był wojewodą dorpackim. Był też starostą m.in. felińskim, a później w 1673 został opatem cystersów w Pelplinie.
Był elektorem Michała Korybuta Wiśniowieckiego z województwa poznańskiego w 1669 roku, podpisał jego pacta conventa. Podpisał pacta conventa Jana III Sobieskiego w 1674 roku.